# Filips van Wassenaer

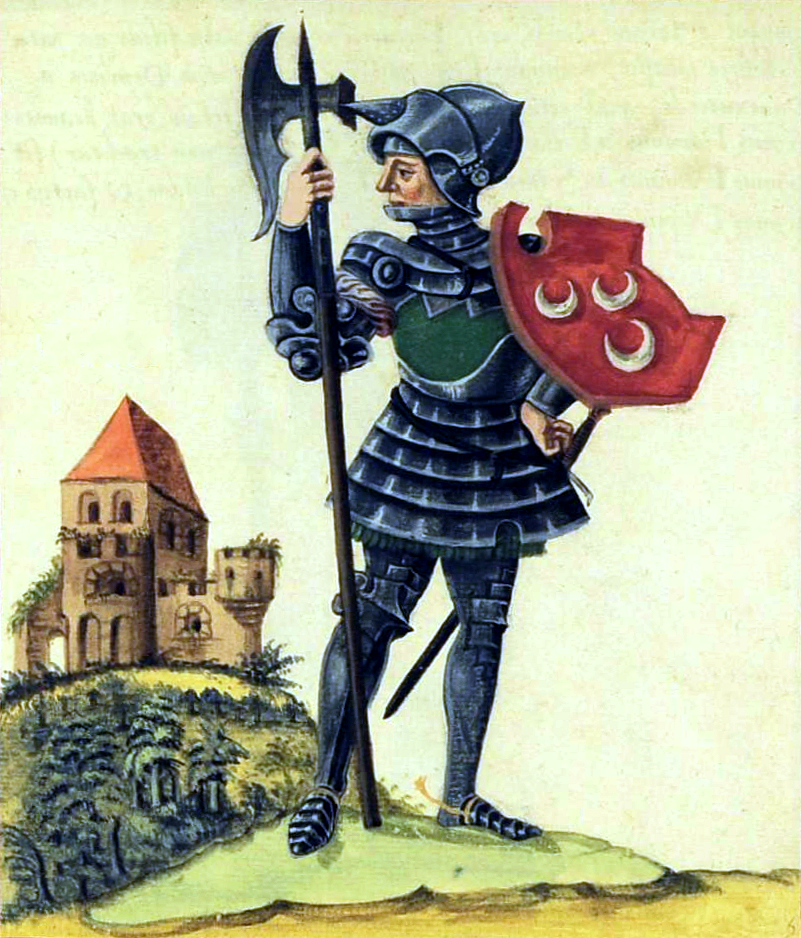
Filips van Wassenaer (collectie Nationaal Archief)

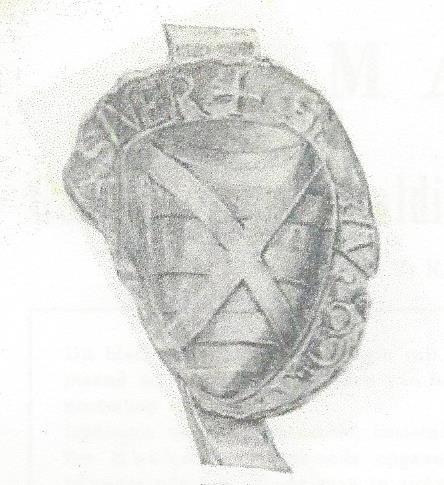
Oudste Wassenaerzegel met wapen van Dirk II (1226)

Filips van Wassenaer of 'Philippus de Wasnare' (vermeld 1200-1223) wordt voor het eerst genoemd in een oorkonde die medebezegeld en bezworen  is door Philippus de Wasnare als homines comitis of in Middelnederlands Philips van Wassenaer als des graven lude. De oorkonde waarin graaf Dirk VII van Holland van hertog Hendrik I van Brabant het gebied rond Dordrecht in leen ontvangt is opgemaakt op 3 november 1200  in Leuven.
De eigenlijke afkomst van Filips is onbekend. Het feit dat hij medezegelaar is geeft aan dat hij behoorde tot de potentes die hun macht en aanzien ontleenden aan rijkdom, vrienden en magen. Dat hij als een van de laatsten zegelde geeft aan dat hij minder belangrijk was dan de 'heren' die als eersten genoemd worden. In die tijd zegelde men in volgorde van aanzien.
Hij is de stamvader van het huis Wassenaer dat in vele zijtakken uitgegroeid is.
In 1204 vocht hij in de Loonse Oorlog aan de zijde van Willem van Friesland, de latere graaf Willem I van Holland. Samen met Jan van Rijswijk voerde hij de troepen aan die zich na het overlijden van Dirk VII in november 1203, rond Willem verzamelden.

## Wapen
Van Filips van Wassenaer is geen wapen of zegel bekend. Het oudst bekende zegel met wapen van het geslacht Wassenaer is van zijn zoon Dirk I van Wassenaer uit 1226 als deze oorkondt dat de goederen die zijn jongere broer en zijn echtgenote in leen hebben over zullen gaan op zijn kinderen. Het is als volgt beschreven: 

Gezegeld in een wit langwerpig zegel, op de wijze van een schild, met een omtrek van meer dan twee duim, op welker rand geschreven was: Sigillum Theodirici de Wasnar. En het wapen binen de rand is: vier dwarsbalken en daarover een Sint-Andrieskruis.